# میدان‌های نفتی روسیه

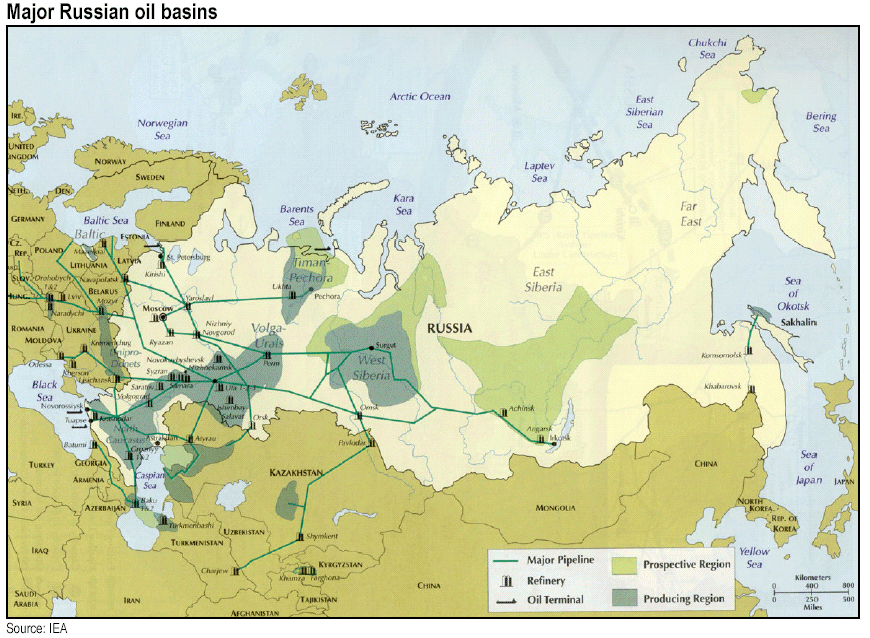
نقشه تاسیسات و میادین نفت روسیه

برآوردهای مختلفی از ذخایر نفتی روسیه وجود دارد. برخی از کارشناسان، اعتقاد دارند که بخش عمده ذخائر نفتی کشور روسیه، میدان‌های بخش غربی سیبری می‌باشد، که از دهه ۱۹۷۰ میلادی مورد بهره‌برداری قرار گرفته و تابحال، دو سوم نفت روسیه از این میادین استخراج شده‌است. ولی در سال ۲۰۰۵ وزارت منابع طبیعی روسیه، اعلام نمود که در بخش شرقی سیبری، مخزن عظیم نفتی کشف نموده، که میزان ذخیره درجای معادل ۴،۷ میلیارد بشکه نفت را در خود جای داده‌است.
پس از فروپاشی اتحاد جماهیر شوروی سابق، تولید نفت این کشور، به شدت کاهش یافت و تنها در سال‌های اخیر توانسته تولید خود را با یک جهش، به سطحی فراتر از گذشته برساند. تولید نفت این کشور در سال ۱۹۸۸ برابر ۱۲،۵ میلیون بشکه در روز بوده، در اواسط دهه ۱۹۹۰ میلادی، به حدود ۶ میلیون بشکه در روز کاهش پیدا کرد.
اما جهش در تولید نفت روسیه، با چرخش سیاست صنعت نفت روسیه، در سال ۱۹۹۹ آغاز شد. بسیاری از تحلیلگران، مهمترین عامل این جهش را به خصوصی سازی صنعت نفت روسیه و چند عامل دیگر، نسبت می‌دهند... عواملی مانند افزایش سرسام‌آور قیمت جهانی نفت، در آن سال‌ها، همچنین استفاده از تکنولوژی ژاپن در صنعت نفت روسیه و ترمیم و بازسازی تاسیسات نفتی فرسوده و قدیمی موجود در میادین نفتی این کشور نیز، بر افزایش تولید نفت تأثیر بسزایی داشته‌اند. در سال ۲۰۰۷ تولید روسیه به ۹،۸ میلیون بشکه در روز بهبود یافت.
شرکت بریتیش پترولیوم در گزارشی به نام مروری آماری بر انرژی جهان ۲۰۱۱، اعلام نمود:... کشور روسیه در سال ۲۰۱۰ با اختصاص ۱۲٫۹% درصد از تولید جهانی نفت به خود، بزرگترین تولیدکننده نفت در جهان شناخته شد.
در سال ۲۰۱۱، تولید نفت روسیه به ۱۰،۵۴۰،۰۰۰ بشکه روز افزایش یافت.